# Parameterinferenzproblem
Das Parameterinferenzproblem entspricht der inversen Modellierung eines Systems. Es ist das Ziel die Parameter eines mathematischen Modells anhand von Beobachtungswerten zu bestimmen.
Entsprechend der Modellgleichung {\displaystyle \{{\mathcal {V}}\}=f(\{{\mathcal {R}}\},\{{\mathcal {V}}\},\{p\})} ist eine Teilmenge der Modellvariablen {\displaystyle \{{\mathcal {V}}\}} sowie die Relationen {\displaystyle \{{\mathcal {R}}\}} und damit die Definition der Funktion {\displaystyle f:p\rightarrow V} bekannt.
Das Parameterinferenzproblem hat somit die Signatur von {\displaystyle f^{-1}:V\rightarrow p}.

## Problemreduktion
Kann die Funktion {\displaystyle f} nicht zu {\displaystyle f^{-1}} invertiert werden, kann die Lösung approximiert werden, wenn es eine Bewertungsfunktion {\displaystyle c:V,p\rightarrow \mathbb {R} } gibt. Dann kann das Parameterinferenzproblem auf ein Optimierungsproblem reduziert werden.
Übliche Kandidaten für die Bewertungsfunktion {\displaystyle c} sind Methoden der Ähnlichkeitsanalyse oder die mittlere quadratische Abweichung.

## Anwendungsbeispiele
Die physikalischen Eigenschaften, also die Parameter des mathematischen Modells, eines GaAs-MESFET konnten mit Optimierungsalgorithmen bestimmt werden.